# Alosterna ingrica
Alosterna ingrica es una especie de escarabajo longicornio del género Alosterna, tribu Lepturini, subfamilia Lepturinae. Fue descrita científicamente por Baeckmann en 1902.
La especie se mantiene activa durante los meses de junio y julio.

## Descripción
Mide 5,75-9 milímetros de longitud.

## Distribución
Se distribuye por Bielorrusia, Estonia, Letonia, Lituania, Polonia, Rusia, Eslovaquia y Ucrania.